# 周獻臣 (明朝)
周獻臣（？—？），字窽六，號青來，江西撫州府臨川縣人，民籍，明朝政治人物。

## 生平
萬曆七年（1579年）己卯科江西鄉試六十五名，萬曆十四年（1586年）丙戌科會試一百二十一名，登三甲第二百二十八名進士。禮部觀政，本年九月养病。十七年四月授河南太康知縣，二十年調簡許州學正，二十二年升國子監博士，二十六年升南刑部主事，二十七年京察降調，三十一年降福建布政司检校，四十一年升四川龍安府推官，四十四年考察，為郡署免歸，年未四十也。學博而思鷙，務鉤奇出險，以遠俗士耳目。家置大甕數百，鈔撰羣籍，網羅古今異言奇事，書成，名曰鴻乙通。葉文忠向高在政府上其書入祕閣，以修史薦，有旨報聞。所撰有嵻山人、語林、鷽林外編、英巨剩言、人外脞史、蔥函摭言數百卷。

## 家族
曾祖周莒，曾任知縣；祖父周濬，曾任鄉飲賓；父周謨。母馬氏。

## 延伸阅读
[在维基数据编辑]